# Sigara vandykei
Sigara vandykei är en insektsart som beskrevs av Hungerford 1948. Sigara vandykei ingår i släktet Sigara och familjen buksimmare. Inga underarter finns listade i Catalogue of Life.